# Tungstiet
Het mineraal tungstiet is een secundair gehydrateerd wolfraam-oxide, met de chemische formule WO3·H2O.

## Naamgeving en ontdekking
Tungstiet werd genoemd naar de Engelse benaming voor het hoofdelement wolfraam: tungsten. Het mineraal werd in 1868 ontdekt in de Lane's Mine nabij Trumbull (Connecticut, Verenigde Staten).

## Eigenschappen
Het gele tot oranje tungstiet heeft een orthorombisch kristalstelsel. De kristallen zijn meestal zeer klein en als korsten op een primair gesteente gehecht. Het breukvlak is aardeachtig en heeft een perfecte splijting volgens het breukvlak [001]. De hardheid is 2,5 op de schaal van Mohs en de relatieve dichtheid bedraagt 5,517 g/cm³. Het vertoont een sterke dispersie.
Tungstiet is noch magnetisch, noch radioactief.

## Voorkomen
Tungstiet wordt vrij algemeen in de aardkorst aangetroffen, zij het in kleine hoeveelheden. Het komt vooral voor aan de oostkust van de Verenigde Staten, in Bolivia, Peru, Argentinië, Frankrijk, Duitsland, Spanje, Engeland, Kazachstan, China, Rusland, Mongolië, Namibië, Congo en op het eiland Tasmanië.